# Myurium assimile
Myurium assimile là một loài Rêu trong họ Myuriaceae. Loài này được (Broth.) Seki miêu tả khoa học đầu tiên năm 1968.